# Leptopsalis beccarii
Leptopsalis beccarii is een hooiwagen uit de familie Stylocellidae. De originele naamcombinatie (protoniem) was Stylocellus beccarii Thorell, 1882.